# Pormonaise
La pormonaise, pormonier ou pormonière, que l'on appelle parfois sous les formes arpitanes pornèjhe ou pormnéz, est une charcuterie originaire de Savoie. Il s'agit d'une variété de « saucisse verte » ou « aux herbes » que l'on trouve également dans une vaste région s'étendant de l'Auvergne à la Suisse.
Le nom de pormonaise se retrouve principalement en Haute-Savoie (massifs des Bornes et du Mont-Blanc) et alors que l'usage de pormonier se situe principalement dans le département de la Savoie (Beaufortain, Tarentaise, Maurienne) où d'autres ingrédients sont impliqués,.
Il s'agit d'une saucisse à cuire dans laquelle on mettait tous les morceaux de viande qui ne pouvaient se conserver séchés (cœur, reins, la gorge, les couennes, et surtout le poumon qui lui a donné son nom), d'épinards, de blettes, de poireaux et de diverses herbes ou encore carottes, choux-raves choux,.
On la confond parfois avec la saucisse aux choux que l'on trouve en pays vaudois (Suisse) ou encore les diots aux choux.